# آلفا (اکلاهما)
الفا، اکلاهما (به انگلیسی: Alpha, Oklahoma) یک سکونتگاه مسکونی در ایالات متحده آمریکا است که در اکلاهما واقع شده‌است.